# Koniowodny
Koniowodny (koniowód) – żołnierz trzymający konie spieszonych jeźdźców lub prowadzący konie juczne.

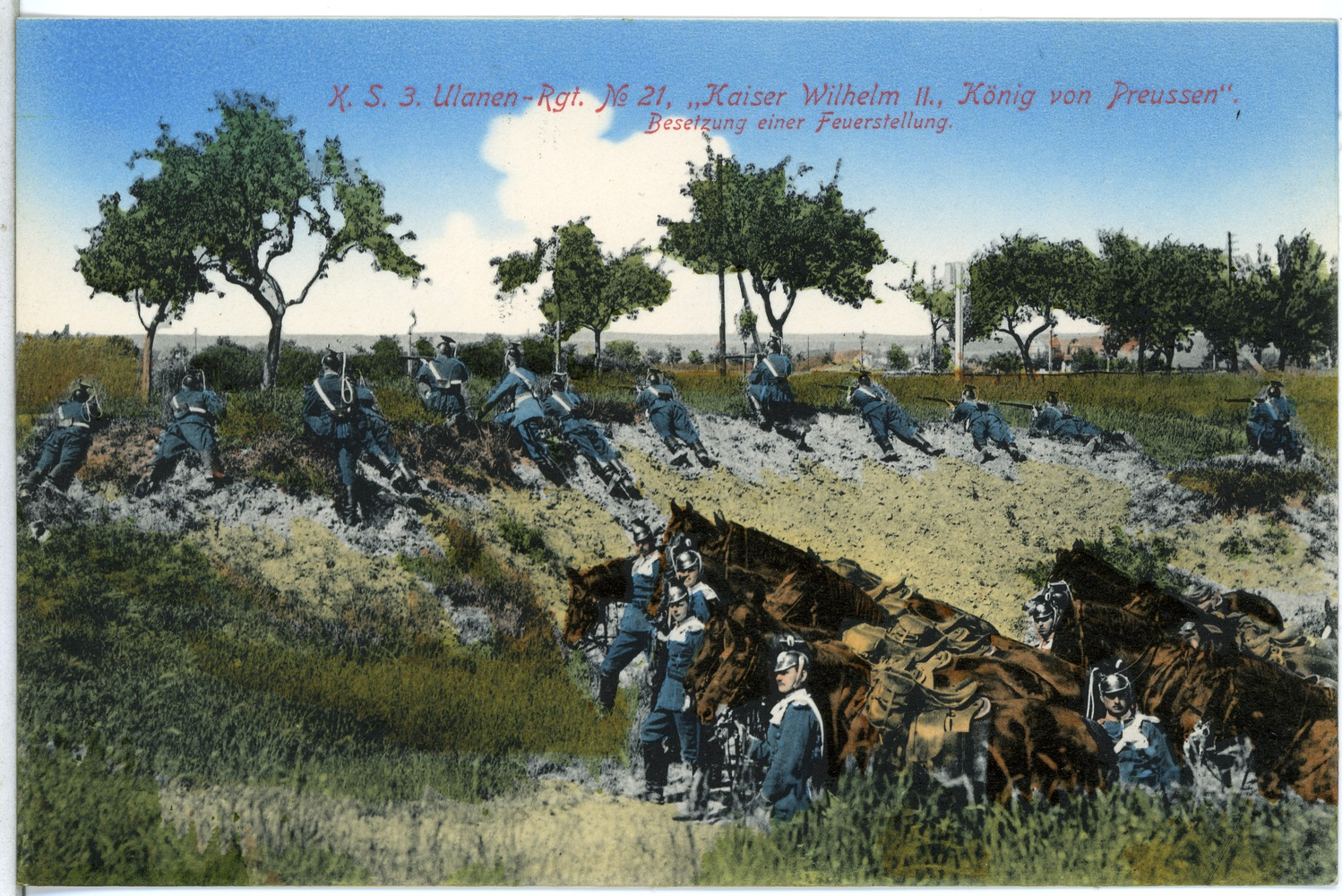
Koniowodni (koniowody) pilnujący koni oddziału saskich ułanów, 1912

Funkcja sprawowana przez żołnierza kawalerii wyposażonej w środek transportu, jakim były konie. Funkcja ta polegała na opiece nad końmi, po spieszeniu się pododdziału kawalerii (sekcji, plutonu, szwadronu), najczęściej do walki pieszej. W trakcie marszu prowadził konie juczne w szykach oddziałów i pododdziałów konnych. Koniowodny występował również w broniach wspierających kawalerię takich jak łączność, pionierzy czy artyleria konna. Dodatkowo występował we wszystkich oddziałach i pododdziałach, których głównym środkiem transportu w walce były konie.

## Koniowodni (koniowody) w Wojsku Polskim II Rzeczypospolitej
W kawalerii II Rzeczypospolitej pluton składał się z trzech sekcji liniowych i sekcji ręcznego karabinu maszynowego (5 kawalerzystów). W sekcji liniowej (6 kawalerzystów), w każdej trójce jeden z nich był koniowodnym. Przyjęto zasadę, że część koniowodnych sprawowała drugą funkcję. W sekcji drugiej koniowodny drugiej trójki sprawował też funkcję podkuwacza. W sekcji trzeciej koniowodny drugiej trójki był dodatkowo przeszkolony jako sanitariusz medyczny. W sekcji rkm było dwóch koniowodnych, gdyż w niej był dodatkowo jeden koń juczny. W szwadronie ciężkich karabinów maszynowych, w plutonie ckm na jukach (4 ckm) w każdej obsłudze ckm występowało 6 żołnierzy obsługi ckm (6 koni obsługi + 3 juczne pod ckm i amunicję) i 6 koniowodnych. W plutonie ckm na taczankach (4 ckm), każda obsługa poruszała się częściowo konno (5 kawalerzystów), a częściowo na taczance (celowniczy, woźnica oraz ckm) oraz 2 koniowodnych. Podobnie organizacja przewidywała ilość koniowodnych w plutonach przeciwpancernym, łączności i drużynie pioniersko-przeciwgazowej.
W artylerii konnej w podstawowej jednostce jakim był działon, większość obsługi obu członów bojowych (armaty i jaszcza) poruszała się konno wierzchem. Część jako jezdni na koniach zaprzęgowych. W członie przy armacie znajdowało się trzech koniowodnych, w drugim przy jaszczu jeden koniowodny. Po wyczepieniu armaty i jaszcza dowódca jaszcza podoficer odprowadzał w tył zaprzęgi armaty, jaszcza i 5 koniowodnych. Dodatkowi koniowodni dochodzili z dowództwa plutonu (2 działony) i szczebla baterii drużyny dowódcy z sekcjami zwiadowców, łącznościowców oraz drużyny karabinów maszynowych z obsługą i koniowodnymi jak w obsługach ckm w szwadronie ckm pułku kawalerii. W szwadronach pionierów brygad kawalerii, w dwóch plutonach pionierów znajdowały się 4 sekcje, a w każdej po dwóch koniowodnych oraz dodatkowo dwóch koniowodnych przy dwóch koniach jucznych. Podobnie jak w plutonie kawalerii wśród koniowodnych byli dwaj ułani z drugą specjalnością (podkuwacz i sanitariusz medyczny). W plutonie chemicznym występowała konna drużyna chemiczna licząca 12 ułanów z których czterech było koniowodnymi (w tym dwóch o dodatkowej specjalności – podkuwacza i sanitariusza).
Koniowodni występowali w artylerii lekkiej, ciężkiej i piechoty, w której jako środek transportu występowały konie w pododdziałach zwiadu artyleryjskiego i łączności poszczególnych dywizjonów, baterii artylerii (lekkiej i ciężkiej) i plutonach artylerii piechoty. Ponadto koniowodni występowali w plutonach zwiadu konnego, kompanii zwiadu wszystkich pułków piechoty. Plutony te posiadały organizację kawaleryjską z 5 sekcjami liniowymi i 2 sekcjami rkm o takiej samej organizacji sekcji jak w kawalerii liniowej. Szwadrony Kawalerii Dywizyjnej w większości zmobilizowanych dywizji piechoty, miały adekwatną organizację (cztery plutony liniowe, pluton ckm na taczankach i drużynę łączności) i ilość koniowodnych jak w kawalerii liniowej. Strzelcy konni co do zasady walczyli spieszeni i na czas walki co trzeci kawalerzysta odchodził na tyły jako koniowodny koni swoich towarzyszy.
Również inne formacje konne, takie jak powstały po mobilizacji 1 pułk kawalerii KOP oraz pozostałe szwadrony (6) i dywizjon kawalerii Korpusu Ochrony Pogranicza, konne plutony żandarmerii, czy szwadrony i dywizjon Policji Konnej, zorganizowane na wzór kawalerii liniowej (z odstępstwami) w swoich szeregach posiadały koniowodnych. Funkcja koniowodnego jest przewidziana w 2014 w składzie Szwadronu Kawalerii Wojska Polskiego, a także w regulaminie harcerskich drużyn konnych.